# Claudia Casabianca
Claudia Casabianca (ur. 21 marca 1960 w Buenos Aires) – argentyńska tenisistka, triumfatorka juniorskiego US Open z 1977 roku w konkurencji gry pojedynczej, reprezentantka kraju w rozgrywkach Pucharu Federacji.

## Kariera tenisowa
Casabianca w 1977 roku zwyciężyła w rywalizacji singlowej dziewcząt podczas wielkoszlemowego US Open. W finale pokonała Leę Antonoplis wynikiem 6:3, 2:6, 6:2.
W zawodowej karierze singlowej Argentynka sześciokrotnie występowała w turniejach zaliczanych do Wielkiego Szlema – trzykrotnie podczas French Open (1977, 1980, 1981), dwukrotnie podczas US Open (1978, 1980) i raz w czasie Wimbledonu (1981). We Francji i Stanach Zjednoczonych osiągała drugie rundy, natomiast w Wielkiej Brytanii przegrała w pierwszym meczu.
W grze podwójnej Claudia Casabianca trzy razy startowała w zawodach wielkoszlemowych. Dwa razy awansowała do drugiej fazy w Paryżu (1977, 1979) oraz rozegrała jeden mecz w USA (1978).
Wzięła udział w dwóch spotkaniach Fed Cup. Po raz pierwszy w 1978 roku, kiedy razem z drużyną uległy Francuzkom w drugiej rundzie rozgrywek Grupy Światowej. W parze z Raquel Giscafre przegrały z Brigitte Simon-Glinel i Frédérique Thibault 4:6, 6:3, 2:6. Drugi występ w reprezentacji do rozgrywek Pucharu Federacji zaliczyła w pierwszej rundzie Grupy Światowej w 1980 roku, pokonując Holenderkę Elly Appel 6:3, 6:2, tym samym zapewniając Argentynie awans do kolejnej fazy.